# Château de Nijō
Pour les articles homonymes, voir Nijō.
Le château de Nijō (二条城, Nijō-jō) se trouve à Kyoto, au Japon. C'est Tokugawa Ieyasu qui le fit construire en 1603. Il est constitué de deux cercles concentriques de fortifications, des palais Ninomaru (二の丸) et Honmaru (本丸), de divers bâtiments annexes et de plusieurs jardins. Il couvre une surface totale de 275 000 m2 , dont environ 8 000 m2 de constructions.

## Histoire
- En 1601, Ieyasu Tokugawa, fondateur du shogunat des Tokugawa ordonne aux nobles féodaux de l'ouest du Japon de participer à la construction du château de Nijō. La construction est achevée en 1626 sous le shogunat de Iemitsu Tokugawa. Initialement construit pour servir de garnison, il fit office de résidence temporaire des shoguns Tokugawa lors de leurs visites à la capitale de l'époque : Kyoto.
- Le palais Ninomaru a été édifié en 1626 sur les ordres d'Iemitsu à l'occasion de la visite de l'empereur Go-Mizunoo.
- En 1788, le palais intérieur (Honmaru) est détruit par un incendie qui ravage Kyoto. Le centre du palais restera vide jusqu'en 1862.
- En 1867, c'est dans le palais Ninomaru que le shogun Yoshinobu Tokugawa dut rendre officiellement le pouvoir à l'autorité impériale, mettant fin au shogunat.
- Un an plus tard, en 1868, les cabinets impériaux déménagent au château de Nijô. L'empereur y tient les premières assises de son gouvernement. C'est le début de la restauration de Meiji.
- En 1939, le palais est donné à la ville de Kyoto qui l'ouvre au public l'année suivante.

## Fortifications

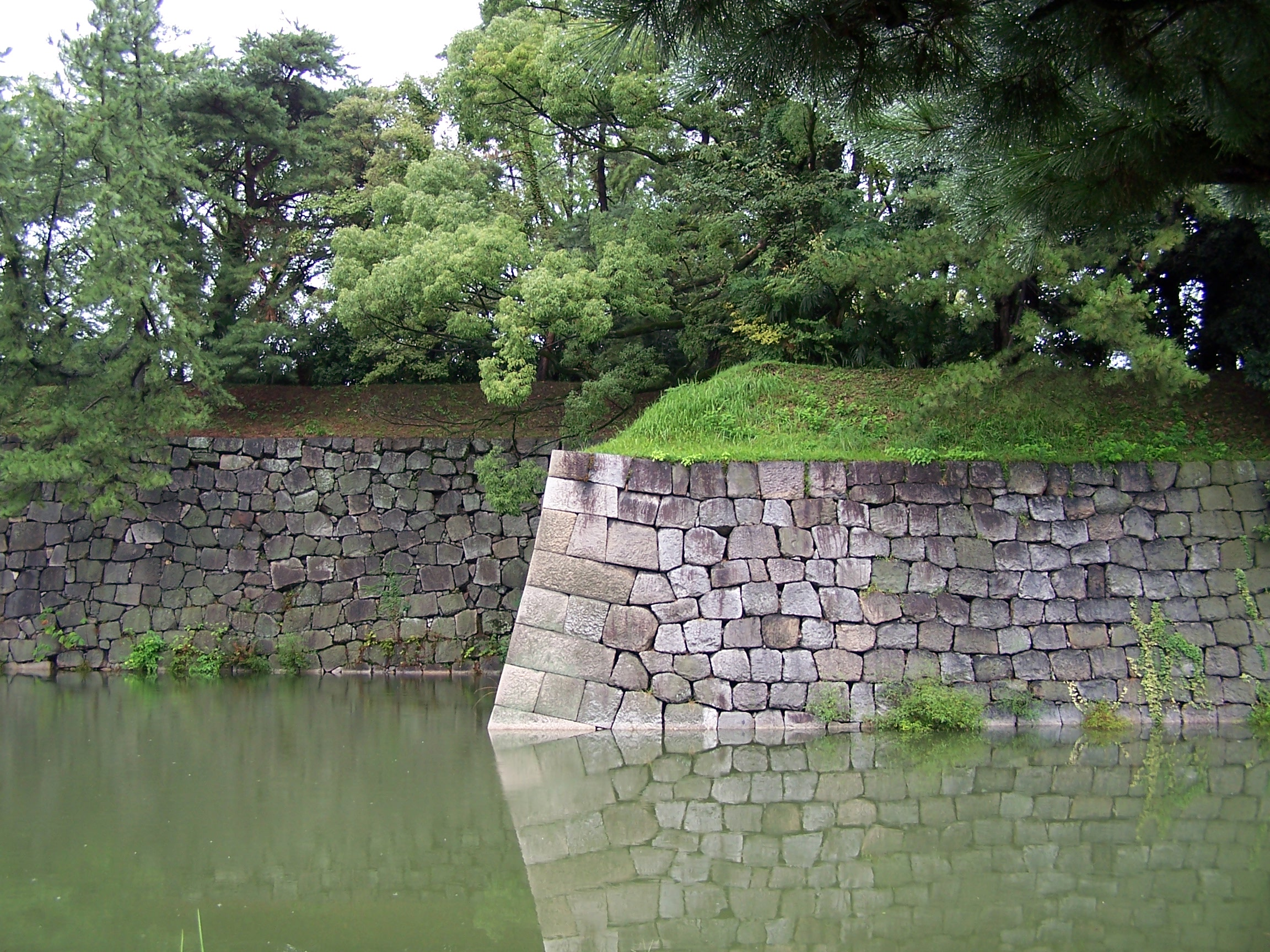
Murs intérieurs et douves du Nijō-jō.

Le château de Nijō est constitué de deux anneaux de fortifications imbriqués. Ils sont tous deux constitués d'une muraille entourée d'une large douve. Les pavillons du Ninomaru sont également entourés d'un mur simple et relativement bas. La muraille extérieure est percée de trois portes (nord, est et ouest) tandis que la fortification intérieure n'en a que deux (est et ouest). On trouve dans le coin sud-ouest les fondations d'une pagode à cinq étages (Goju no Tō) qui a été détruite par un incendie en 1750. Les murs intérieurs protègent le palais Honmaru et son jardin. Entre les deux fortifications se trouvent le palais Ninomaru, les cuisines, la salle des gardes et plusieurs jardins.

## Palais Ninomaru
Les 3 300 m2 du palais Ninomaru sont construits presque exclusivement en bois de cyprès. L'intérieur du palais est décoré de peintures murales dorées représentant des pins ou des tigres, dans le but d'impressionner les visiteurs. De somptueux panneaux sculptés y sont également disposés. Les shoguns cherchaient ainsi à montrer leur richesse et leur puissance. Les peintures murales sont des réalisations de l'école Kanō, dont beaucoup ont été réalisées pour décorer le château de Fushimi et transportées ici après son démantèlement en 1623 : il est encore difficile, faute d'archives, d'identifier précisément certains de leurs auteurs.

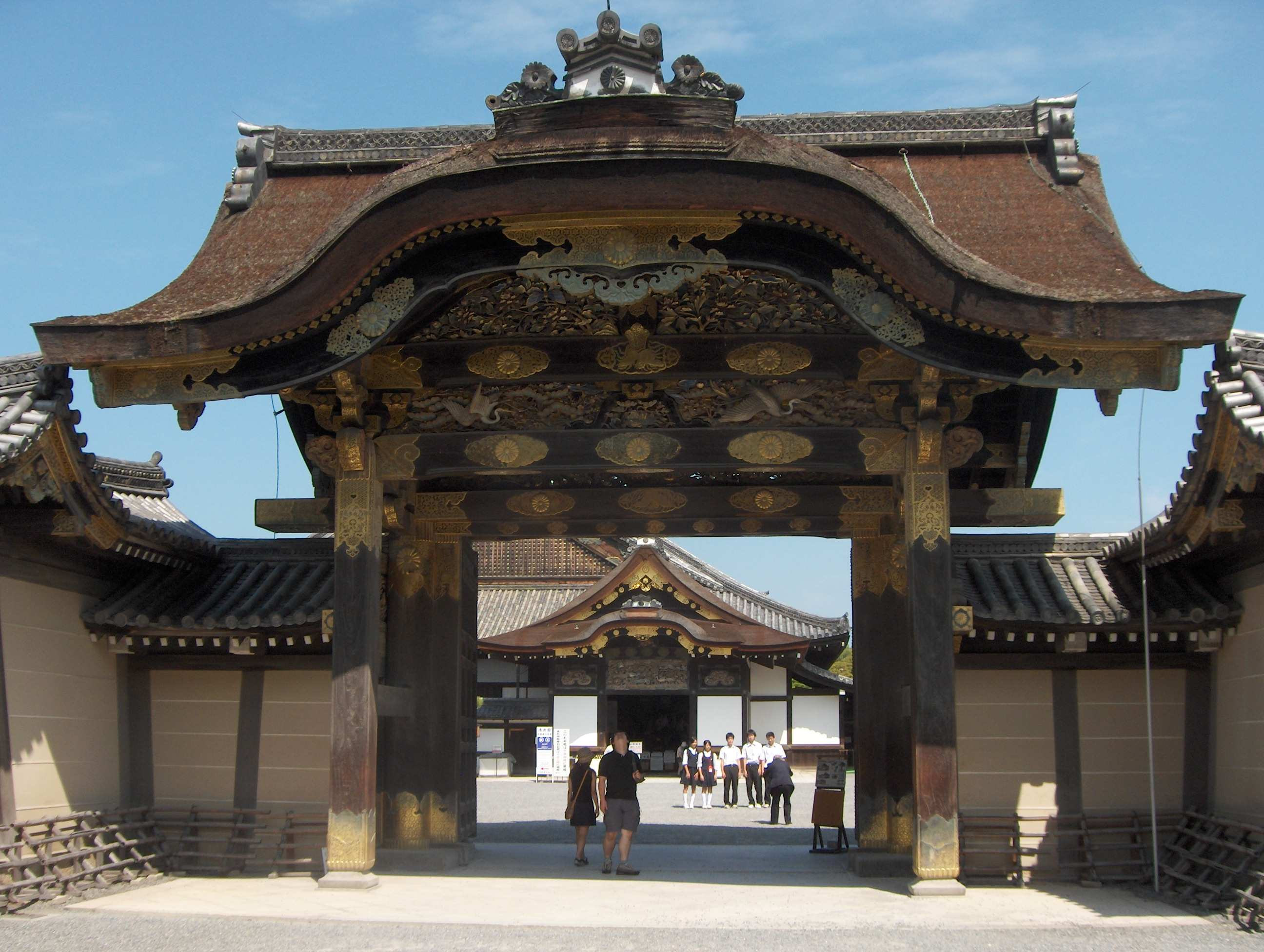
La porte principale du Ninomaru.
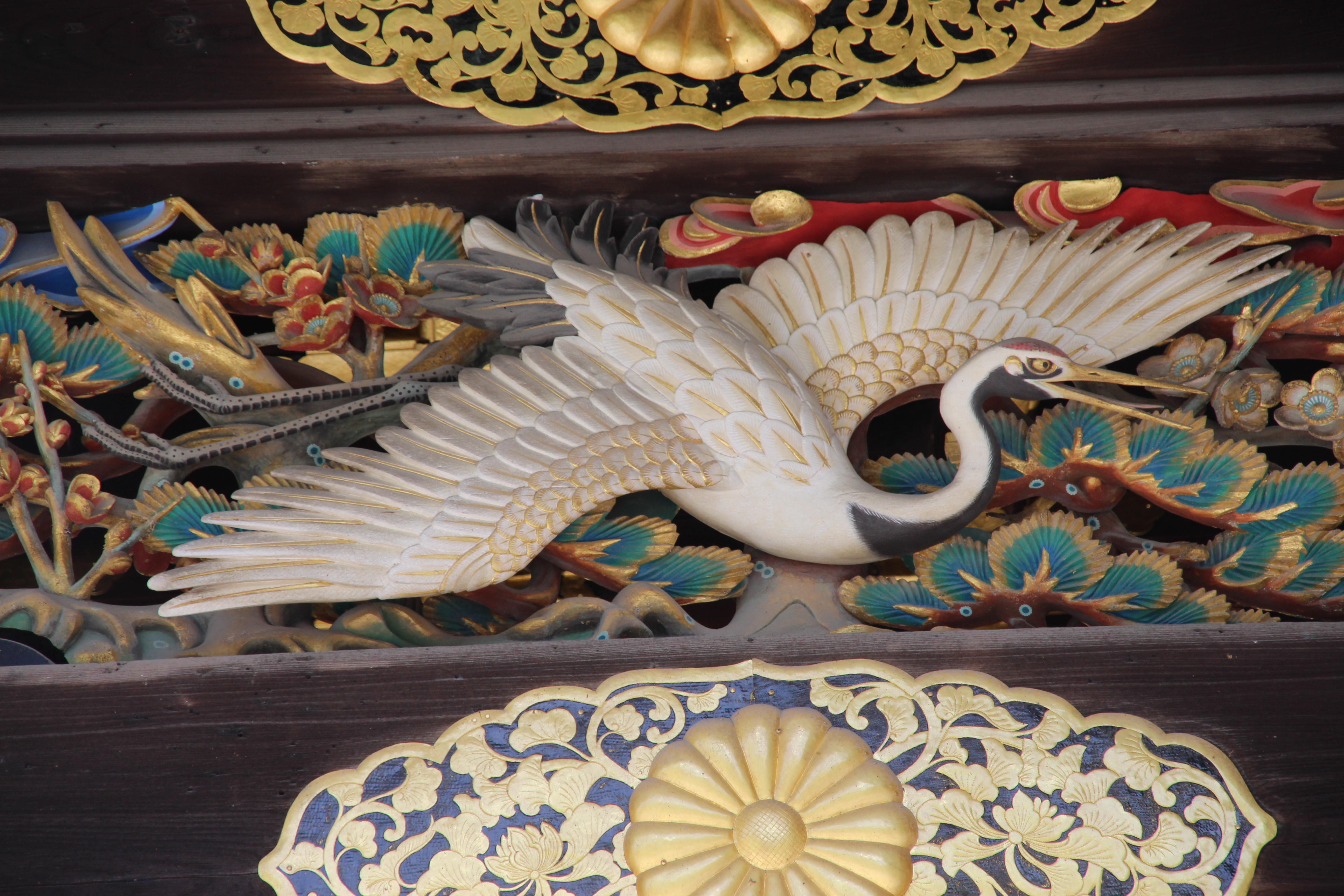
Détail d'une grue sculptée et peinte
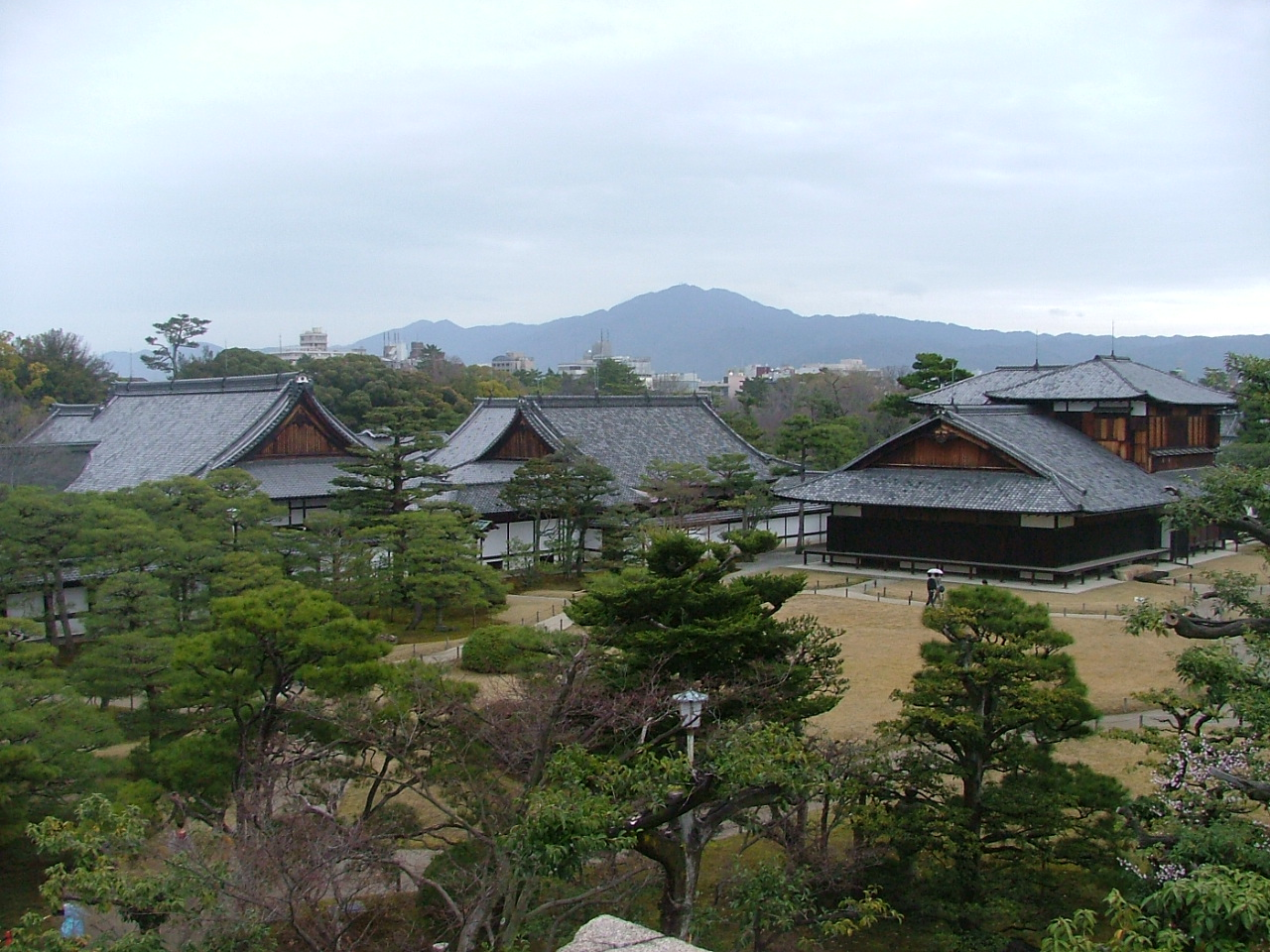
Vue générale de Nijō-jō, palais Ninomaru à gauche et palais Honmaru à droite.
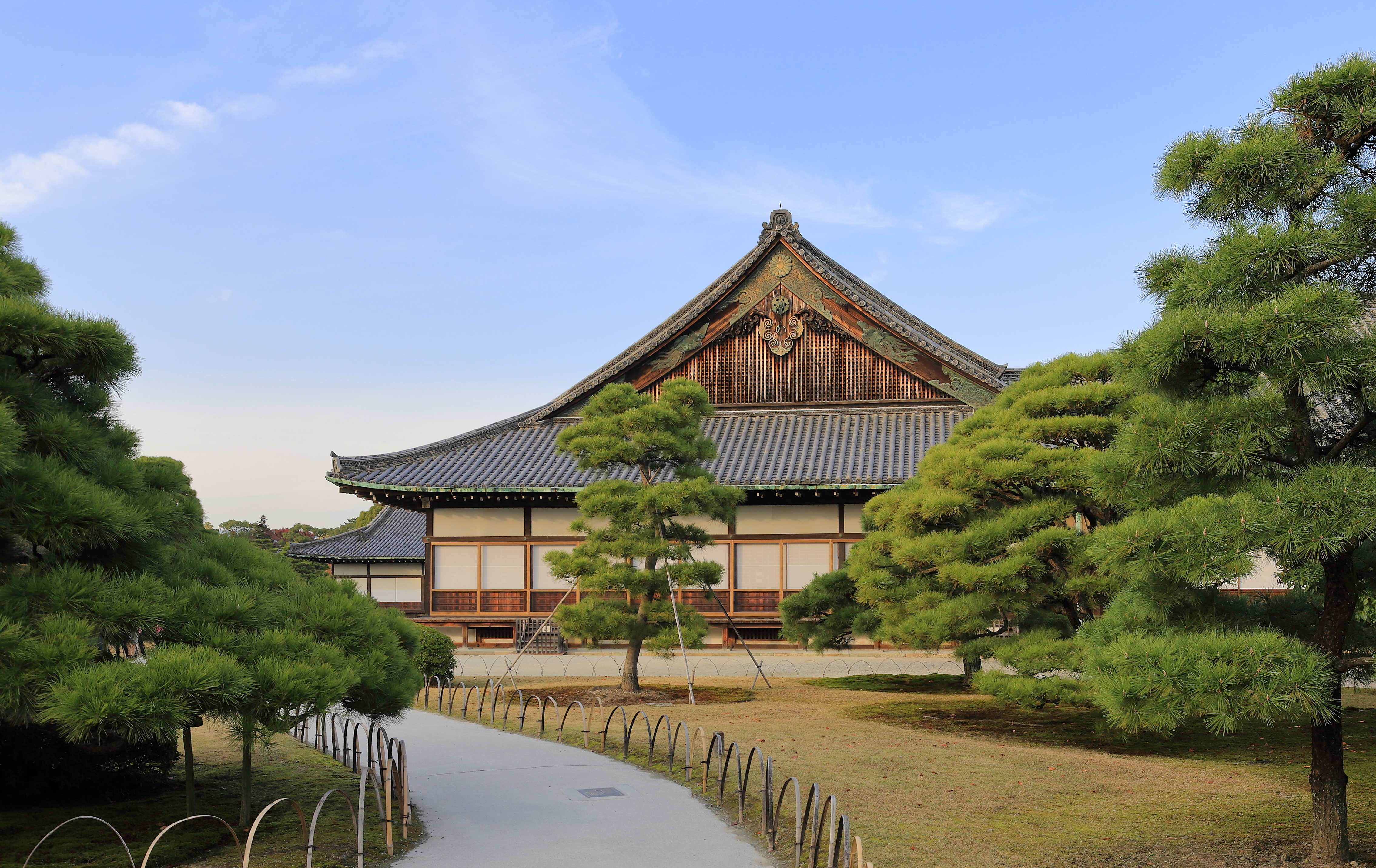
Le palais Ninomaru.

Ce palais donne un parfait exemple de l'importance de l'architecture dans les rapports sociaux. Les visiteurs de rangs inférieurs sont reçus dans les premières pièces du palais, moins richement décorées, proches de la sortie, tandis que les visiteurs importants sont reçus dans les pièces intérieures. Les portes coulissantes permettant l'arrivée des gardes dans les pièces ne sont pas dissimulées, dans le but d'intimider les visiteurs.
À l'arrière du bâtiment, le palais abrite les appartements privés du shogun, où seules les femmes pouvaient pénétrer.

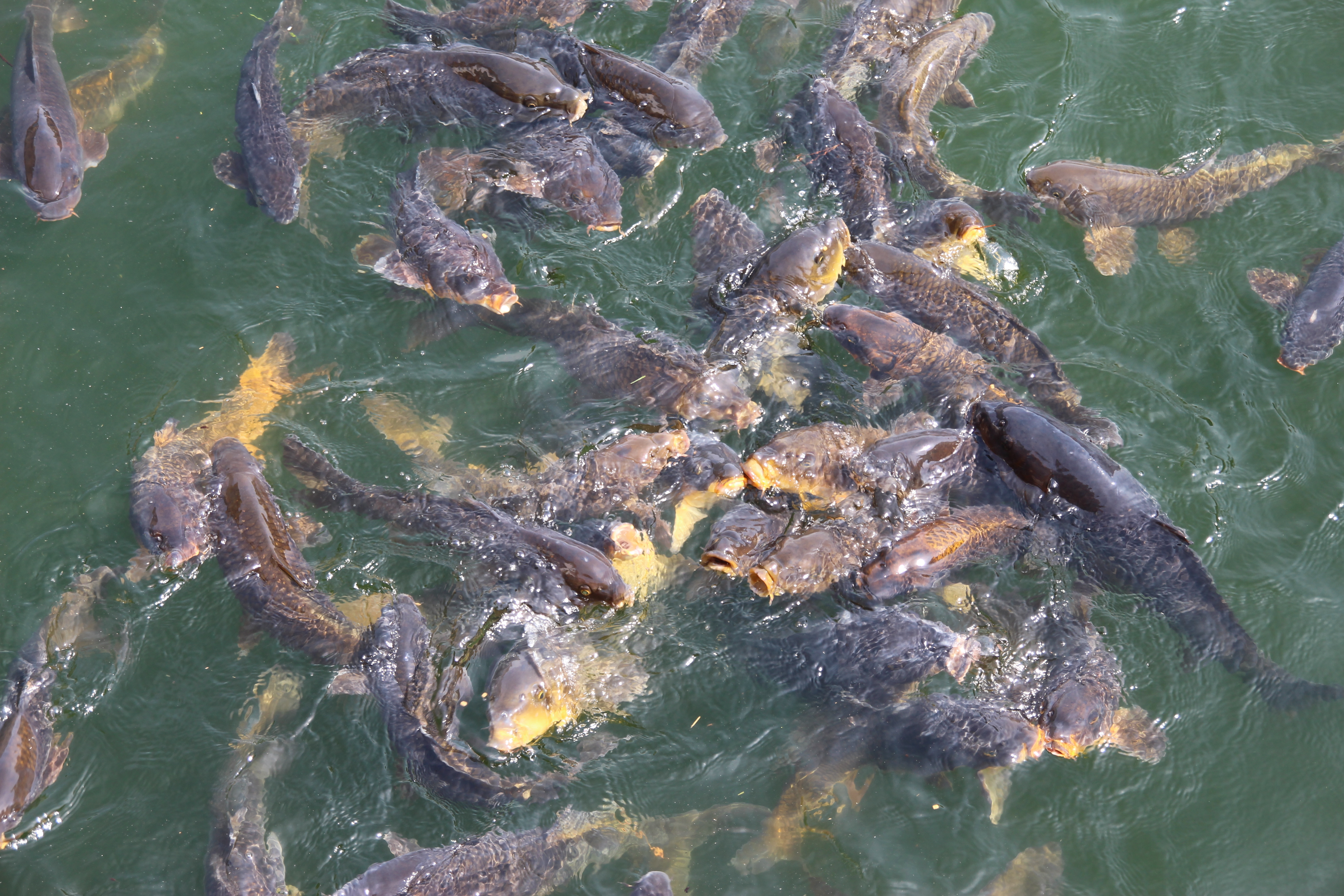
L'observation des carpes

Une des caractéristiques du château de Nijô est le plancher rossignol qui recouvre les couloirs. Il est conçu pour que le moindre pas fasse grincer les lattes de bois, qui émettent un son semblable au pépiement d'un oiseau. Ce plancher est prévu pour détecter tout intrus ou assassin potentiel.
La décoration est confiée à un jeune artiste de l'école Kanō, Kanō Tan'yū. L'exécution de ce travail dans un temps limité est une véritable épreuve qui décide du destin de Tan'yū et de sa famille. Grâce à son acharnement, le jeune artiste réussit à donner à tous ces bâtiments grandioses un nouvel éclat, aidé dans sa tâche par son frère cadet Naonobu ainsi que les disciples de talent, formés par son père.
Cet ensemble de cinq superbes bâtiments, reliés entre eux par de larges corridors, se présente comme l'unique témoin du faste des grands palais de cette époque. La décoration de la partie la plus importante, ō-hiroma (les grandes salles d'audience), est due au pinceau de Tan'yū à la tête de son atelier. Tous les murs sont couverts de grandes compositions polychromes sur fond d'or qui traitent le thème traditionnel des pins et des oiseaux.
L'effort des artistes tend, ici, à magnifier la puissance du nouveau souverain. Sur une longue cloison de la quatrième salle, celle des gardes, un seul pin gigantesque occupe un espace de 14 m de longueur sur 5 m de hauteur. Perché dans le feuillage, un vieil aigle semble dominer toute la salle de sa dignité royale, toutes serres dehors, surdimensionnées. La monumentalité de ce décor repose en grande partie sur ces très vieux pins, noueux, dont les formes particulièrement trapues sont le signe de leur résistance continue à des vents violents et à des neiges épaisses. Des aigles vigilants sont postés dans leurs branches colossales. Ces pins géants monstrueusement torturés symbolisent traditionnellement la longue vie et la résistance aux intempéries, mais ici, plus généralement, ils symbolisent un pouvoir qui résiste absolument à tout.

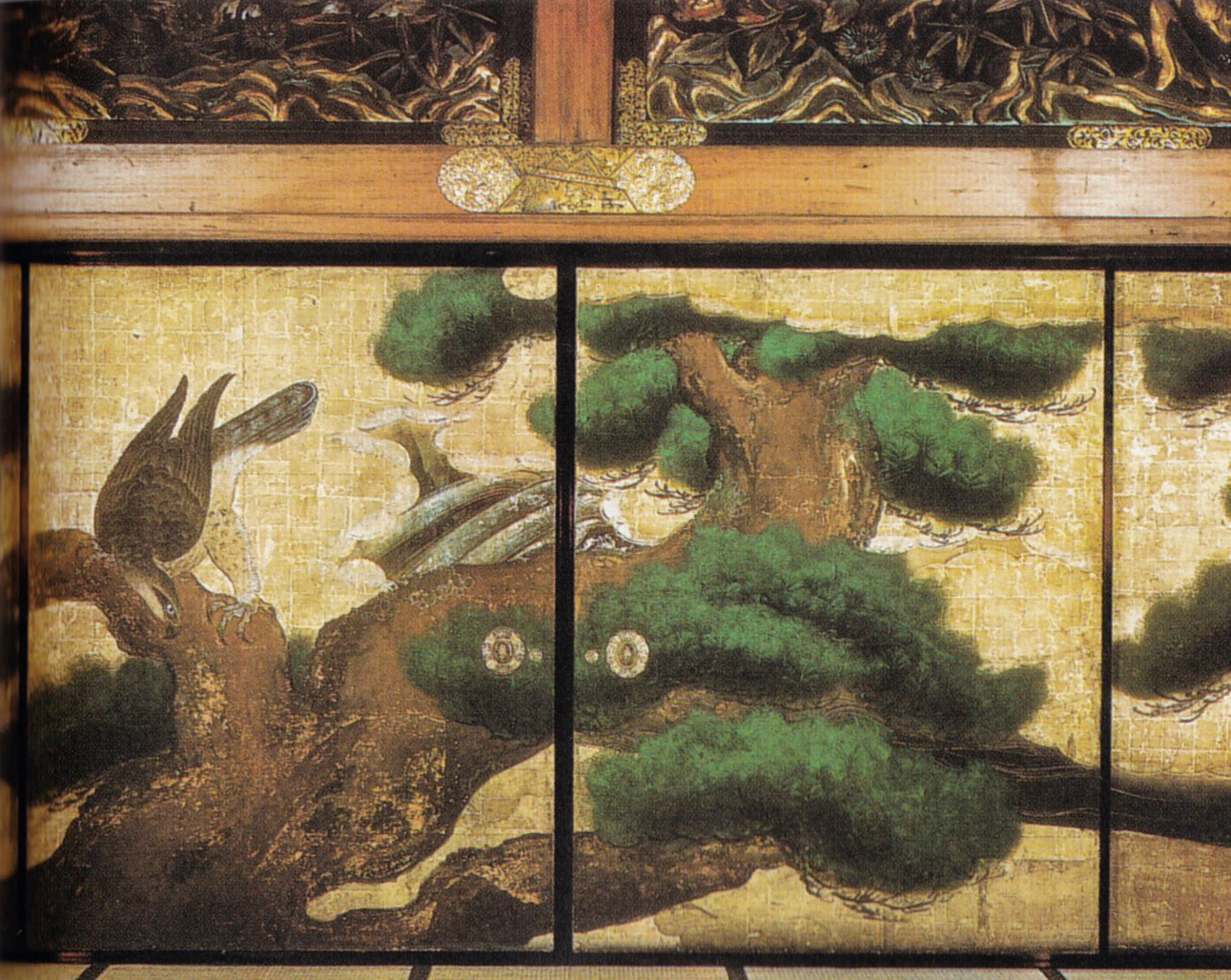
Kanō Tan'yū, Pins (1626), Fusuma, couleurs et or sur papier, salle Yon-no-ma du Ninomaru.
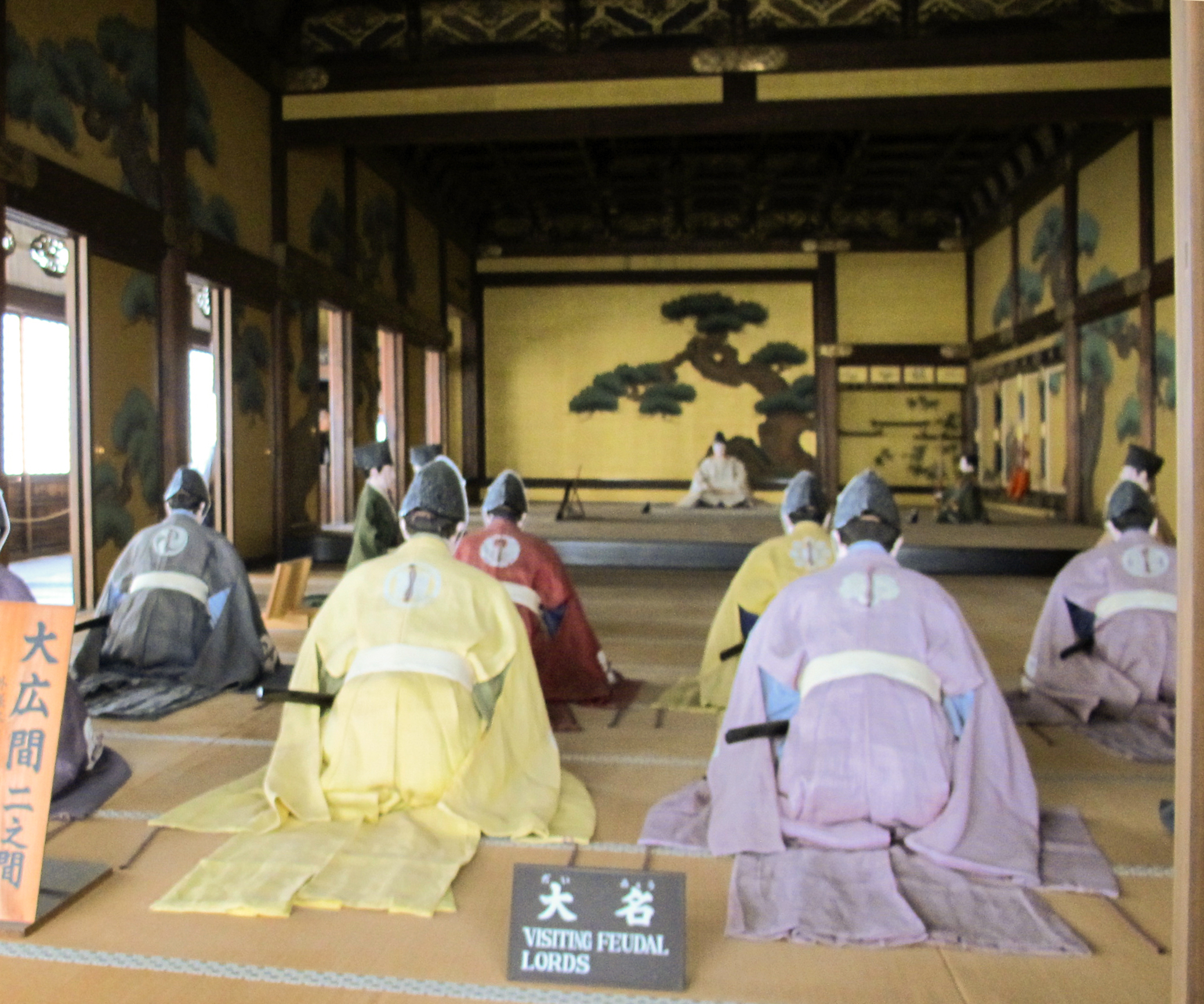
Salle d'audience, vue partielle. Au fond, tokonoma d'une largeur de 6 m.
Plan du palais de Ninomaru.

Légende du plan :
1. Yanagi-no-ma (salle du saule). Wakamatsu-no-ma (salle du jeune pin). 2. Tozamurai-no-ma (salle d'attente). 3. Shikidai-no-ma (salle de réception). 4. Ōhiroma : San-no-ma (troisième chambre). 5. Ōhiroma : Ichi-no-ma (première grande chambre), Ni-no-ma (deuxième grande chambre), Musha-kakushi-no-ma (chambre des gardes du corps). 6. Kuroshoin (salle d'audience intérieure). 7. Shiroshoin (quartiers résidentiels du shogun). 8. Ōhiroma : Yon-no-ma (quatrième chambre d'honneur). 9. Rōchu-no-ma (cabinets des ministres). 10. Chokushi-no-ma (salle du messager impérial).

## Palais Honmaru
Le palais Honmaru couvre 1 600 m2, divisés en quatre parties : appartements, salles de réception et de divertissement, hall d'entrée et cuisines. Les différentes parties sont reliées par des cours et des corridors. L'architecture est du style de la fin de la période Edo, et un grand nombre de peintures ont été réalisées par l'école Kanō.
En 1788, le palais intérieur (Honmaru) est détruit par un incendie qui ravage Kyoto. Le centre du palais restera vide jusqu'en 1862.

## Jardins

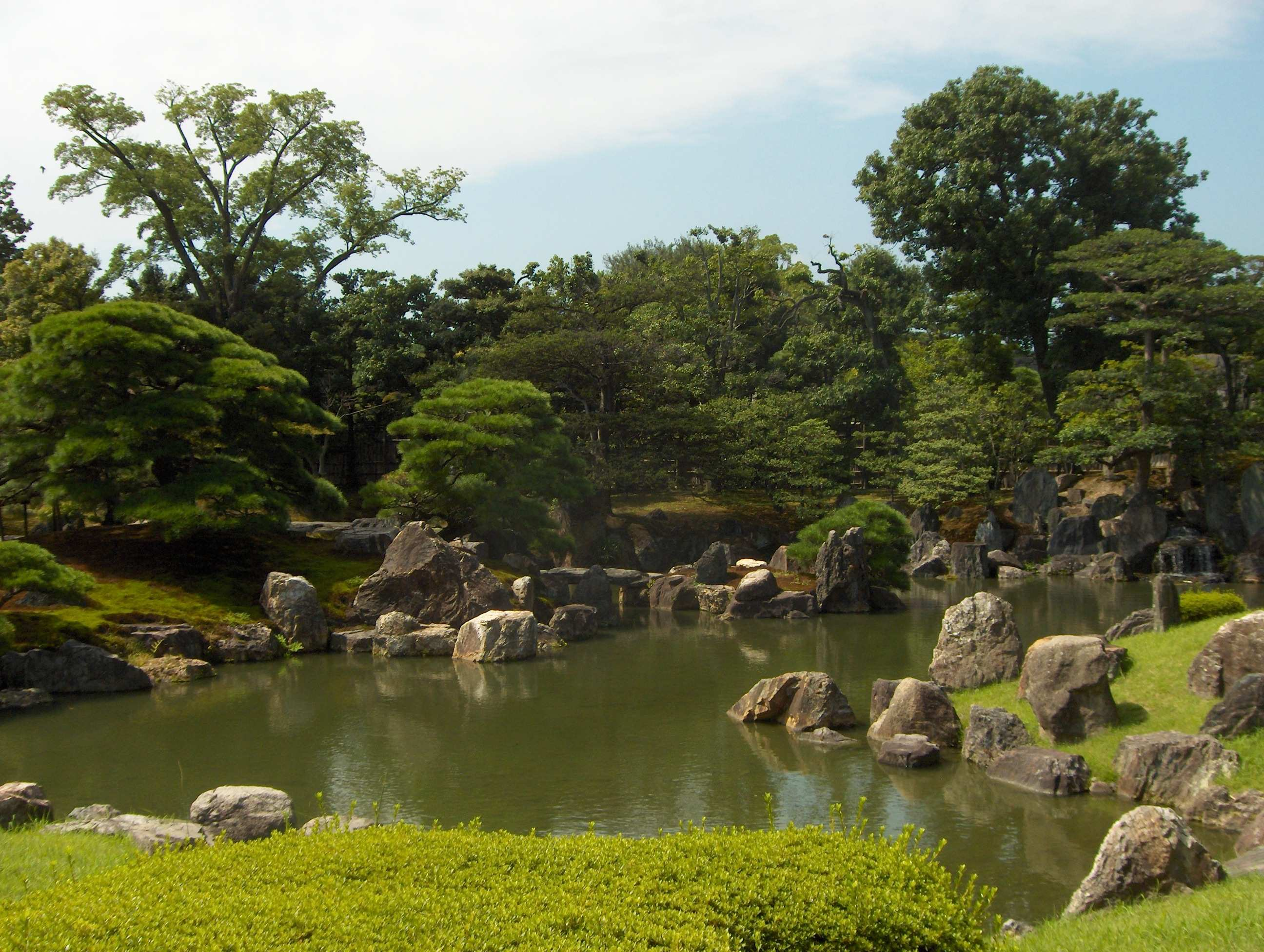
Le bassin du jardin du palais Ninomaru.

Le château est parsemé de plusieurs jardins, vergers de cerisiers du Japon et de ginkgos. Le jardin du Ninomaru a été dessiné par l'architecte et maître de thé Kobori Enshū. Il est situé entre les deux fortifications, à côté du palais du même nom. Le jardin possède entre autres un grand bassin avec trois îles et de nombreuses pierres placées avec précision, ainsi que des pins miniatures.
Le jardin Seiryū-en (清流園) est la partie la plus récente de l'ensemble du château de Nijō, construit en 1965 dans la partie nord du complexe architectural. Il a été imaginé pour faciliter la réception des hôtes de marque de la ville de Kyoto, et l'organisation d'événements culturels. On y trouve deux maisons de thé et un arrangement de plus de 1 000 pierres.